# Honeydon
Honeydon es una aldea situada en Bedfordshire (Inglaterra), dentro de la parroquia civil de Staploe. Se encuentra cerca de la frontera de Huntingdonshire.
En ella nació Joseph Fielding, uno de los primeros líderes del Movimiento de los Santos de los Últimos Días, en 1797. Ivor Spencer-Thomas, inventor y empresario agrícola, vivió en Honeydon durante su infancia.